# Olenecamptus hebridarum
Olenecamptus hebridarum är en skalbaggsart som beskrevs av Stefan von Breuning 1936. Olenecamptus hebridarum ingår i släktet Olenecamptus och familjen långhorningar.
Artens utbredningsområde är Vanuatu. Inga underarter finns listade i Catalogue of Life.